# Northern Lagoon (lagun i Belize, Belize, lat 17,33, long -88,33)
Northern Lagoon är en lagun i Belize. Den ligger i distriktet Belize, i den centrala delen av landet, 50 km öster om huvudstaden Belmopan.